# Parque Nacional Molé
O Parque Nacional Molé (em inglês: Mole National Park) é o maior refúgio de vida selvagem do país.   O parque está localizado na região de Savannah, em Gana, em ecossistemas de savana e ribeirinhos a uma altitude de 50 m, com uma escarpa acentuada formando o limite sul do parque. O parque tem 24 km de Damongo, capital do distrito, 146 km a sudeste de Tamale, a capital regional. O parque tem 700 km de Acra e 430 km de Kumasi.  A entrada do parque é acessada através da cidade vizinha de Larabanga.   Abrange uma área de cerca de 4.577 quilômetros quadrados de savana da Guiné relativamente intocada na parte norte de Gana.  Os rios Levi e Molé são rios efémeros que correm pelo parque, deixando para trás apenas poços de água potável durante a longa estação seca.  Esta área de Gana recebe mais de 10 mm de precipitação por ano. Foi realizado um estudo de longo prazo no Parque Nacional Molé para compreender o impacto dos caçadores humanos nos animais da reserva. 
O parque também é o local turístico mais desenvolvido de Gana em termos de comodidades turísticas. A reserva tem o primeiro alojamento de safári de luxo da África Ocidental, situado no coração da floresta Mole. Zaina, o principal ecolodge do país, oferece serviço de hospitalidade de classe mundial com um toque único. 

## História
As terras do parque foram reservadas como refúgio para a vida selvagem em 1958. Em 1971, a pequena população humana da área foi realocada e as terras foram designadas como um parque nacional. O parque não passou por grandes desenvolvimentos como local turístico desde sua designação original. O Parque Nacional Molé, como área de proteção, é subfinanciado e existem preocupações nacionais e internacionais sobre a caça furtiva e a sustentabilidade do parque, mas a sua proteção de importantes espécies de antílopes residentes melhorou desde a sua fundação inicial como reserva.  
Desde o reassentamento de humanos da área, o parque se tornou uma importante área de estudo para cientistas. Isso permitiu alguns estudos de longo prazo, em particular, de locais relativamente intocados, em comparação a áreas semelhantes da densamente povoada África Ocidental equatorial. Um estudo sobre a população residente de 800 elefantes, por exemplo, indica que os danos causados por elefantes a grandes árvores variam de acordo com a espécie. Em Molé, os elefantes têm uma maior tendência a ferir gravemente espécies economicamente importantes, como a Burkea africana, uma importante madeira tropical, e a Vitellaria paradoxa, a fonte da manteiga de carité, em detrimento das menos importantes Terminalia spp.  
Recentemente, o mel feito a partir de flores da Floresta Nacional de Molé tornou-se o primeiro produto de comércio justo da região.  Perto dali, os moradores colhem o mel usando métodos tradicionais e não invasivos e fizeram uma parceria com uma empresa sediada em Utah para vender o mel como um suplemento de saúde e bem-estar nos Estados Unidos.  O programa foi co-fundado pelo chefe axânti Nana Kwasi Agyemang, que espera reacender o interesse local no mel e eventualmente exportá-lo para outros países de África. 

## Flora

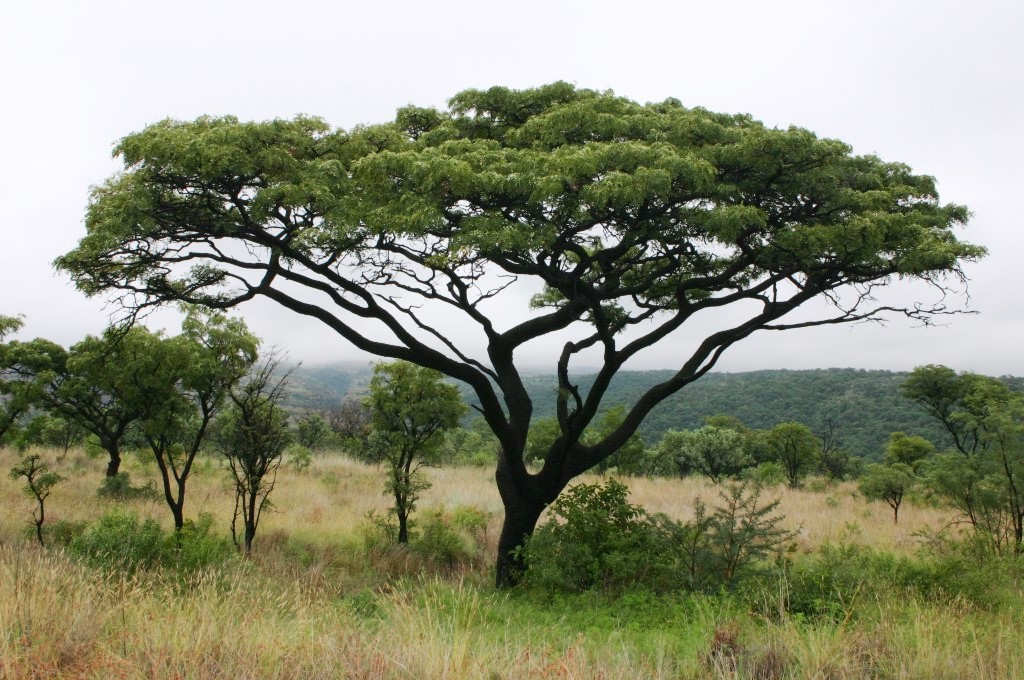
Burkea africana é um membro da família das leguminosas comum em toda a África Tropical, incluindo o Parque Nacional Mole de Gana.

As espécies de árvores do parque incluem Burkea africana, Isoberlinia doka e Terminalia macroptera. As gramíneas da savana são um tanto baixas em diversidade, mas as espécies conhecidas incluem uma junça espinhosa, Kyllinga echinata, uma Aneilema, Aneilema setiferum var. pallidiciliatum, e dois membros endêmicos da subfamília Asclepiadaceae, a trepadeira Gongronema obscurum, e o geófito comestível, Raphionacme vignei.    

## Fauna

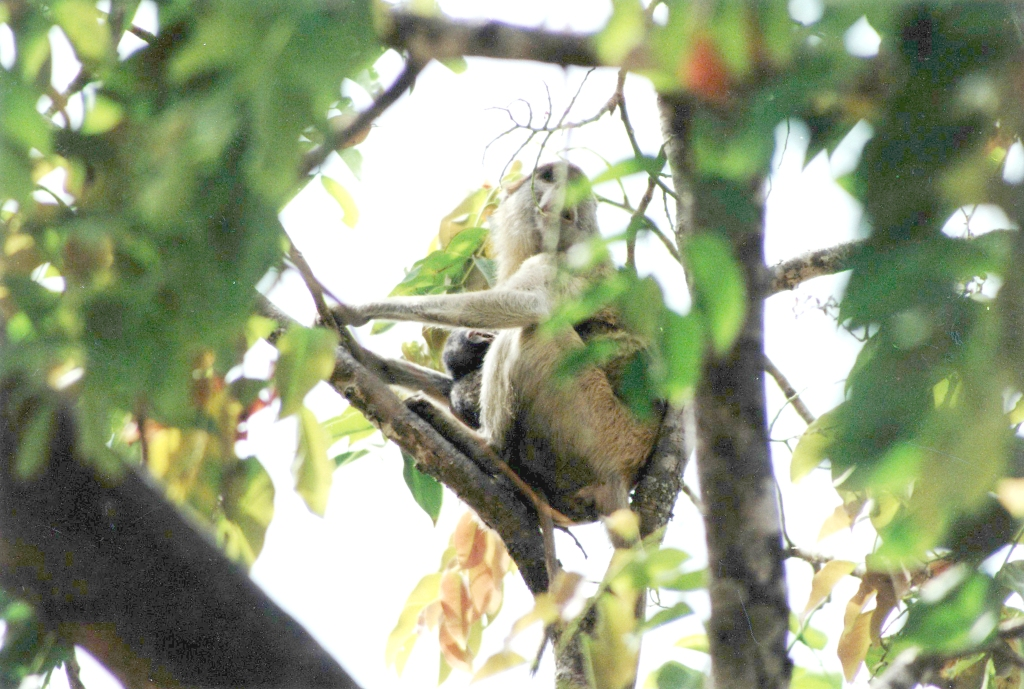
Macacos do Velho Mundo são comuns no parque

O parque abriga mais de 93 espécies de mamíferos, incluindo grandes mamíferos, incluindo uma população de elefantes, hipopótamos, búfalos e javalis.   O parque é considerado uma reserva africana primária para espécies de antílopes, incluindo o antílope-defassa, o antílope-aquático, o antílope-ruão, a vaca-do-mato, o oribi, o antílope-de-bico-fino e dois antílopes, o antílope-vermelho e o antílope-de-dorso-amarelo.      Babuínos-anúbis, os macacos-colobos pretos e brancos, os macacos-vervet verdes e macacos-patas são as espécies conhecidas de macacos residentes no parque.  Das 33 espécies de répteis conhecidas, o crocodilo-de-focinho-delgado e o crocodilo-anão são encontrados no parque.    Avistamentos de hienas, leões e leopardos são incomuns, mas esses carnívoros já foram comuns no parque.   Entre as 344 espécies de aves listadas estão a águia-marcial, os abutres-de-cabeça-branca e os abutres-palmeira, as cegonhas-bico-de-sela, as garças, as garças-brancas, o rolieiro-abissínio, o turaco-violeta, vários picanços e o abelharuco-de-garganta-vermelha.  O parque foi designado como Área Importante para Aves (IBA) pela BirdLife International porque abriga populações significativas de muitas espécies de aves. 
O Parque Nacional Molé, assim como outras reservas de caça de Gana, recebe poucos recursos para a prevenção da caça furtiva. No entanto, a fauna do parque é guardada por guardas florestais profissionais,  e os caçadores furtivos correm o risco real de serem presos. Os caçadores furtivos tendem a viver dentro de 50 km dos limites do parque.  Esta distância de 50 km é a maior distância relatada que os caçadores estavam dispostos a percorrer com caça ilegal.  A população humana remanescente do parque foi removida em 1961, deixando todos os caçadores fora da reserva, o que significa que as populações de mamíferos nas bordas do parque são mais impactadas pela caça do que as populações do interior.

## Turismo
Após melhorias nas estradas que levam ao parque, o número de visitantes aumentou de 14.600 em 2014 para 17.800 em 2015. Dependendo do ano, cerca de 20-40% dos visitantes são estrangeiros. Farouk Umaru Dubiure, o gerente do parque, afirma: “Embora tenhamos recebido muitos visitantes, os fundos gerados foram muito baixos, pois 70% dos visitantes eram estudantes ganeses que pagam pouco para visitar o parque. Esses estudantes também visitam o parque no mesmo dia e retornam, em comparação com os estrangeiros que passam mais dias para apreciar o parque com mais detalhes.”  
A nova estrada também foi responsabilizada por facilitar a exploração ilegal de pau-rosa com destino à China. 
Outras atrações turísticas ao redor da área de Molé incluem o Parque Nacional Bui, o Lago dos Crocodilos de Paga, a Mesquita Larabanga, a Catedral Basílica de Nossa Senhora das Sete Dores, entre outros. 